# Анисфельд, Борис Израилевич
Бори́с Изра́илевич Анисфе́льд (2 [14] октября 1878, Бельцы, Бессарабская губерния — 4 декабря 1973, Уотерфорд, Коннектикут) — русский и американский живописец еврейского происхождения, деятель русского модерна, член общества «Мир искусства».

## Биография
Родился в семье управляющего имением Срула Рувиновича Анисфельда и его жены Гитли Ициковны. Родители хотели его видеть скрипачом.
1895—1900 — без особой подготовки поступил в Одесскую рисовальную школу, где учился у Г. А. Ладыженского и К. К. Костанди, которую закончил в числе лучших.
1901—1909 — как выпускник Одесской школы, был без экзаменов принят в Высшее художественное училище в Петербурге, где был определён в класс батальной живописи профессора П. О. Ковалевского, известного также мастерски исполненными изображениями лошадей, где пробыл недолго. Затем, опять же недолго, обучался в мастерских И. Е. Репина и в конце концов оказался у Д. Н. Кардовского, блестящего рисовальщика.
1901 — член объединения «Мир искусства», участвовал также в выставках «Союза русских художников».
Жена (с 1904) — Фрида Иосифовна Глясерман (?—1933, в состоянии депрессии покончила с собой), дочь псковского купца.
Дочь — Мара Чатфилд-Тэйлор (Морелла Борисовна Анисфельд; 1906/8—1999)
Сестра — Ольга Израилевна Бать (1891—после 1964), училась на историко-филологическом отделении Бестужевских курсов, получила юридическое образование, работала в Казани, затем в Москве. Ее муж, Александр Григорьевич Бать, юрист, член Московской коллегии адвокатов, был расстрелян в 1937 году. Сама она также была репрессирована. Племянница — Нина Александровна Бать (1916—1999), окончила ИФЛИ, редактор, переводчик, поэт.

## Живопись
1906 — работы Анисфельда отбирает С. П. Дягилев для выставки «Мира искусства», которые благосклонно принимают критики Положительные отзывы поступают и от мэтров: М. В. Нестерова и других.
В Париже в рамках «Осеннего салона», где стараниями Дягилева была устроена знаменитая «Выставка русского искусства», одним из семи русских художников, выбранных действительными членами парижского Салона, стал и студент Академии художеств Борис Анисфельд. Это почётное звание позволяло в будущем раз в году, без конкурса, выставляться на этом престижном показе. После успеха за рубежом художник становится востребованным и дома: Третьяковская галерея «взяла» его натюрморт «Цветы», его картины начинают приобретать коллекционеры.
Как живописец известен также образами сказочных грёз и феерий (Восточная легенда, 1905, Третьяковская галерея; Волшебное озеро, 1914, Русский музей); художник стремился к особой, ирреальной передаче цвета.
В 1914 году после поездки в Лондон, расписывает фресками виллу жены банкира А. М. Вургафта («Голубая дача») на Каменном острове.
С 1915 года Борис Анисфельд входил в Еврейское общество поощрения художеств. А в 1917 год, недолгий период от Февральской революции до своей эмиграции, Анисфельд вместе с Н. Альтманом, Лисицким, М. Шагалом и другими художниками входил в жюри выставки архитектуры, живописи, графики и прикладного искусства, устроенной Обществом поощрения еврейских художников, прошедшей в галерее Лемерсье (частная художественная галерея, существовавшая с 1909 по 1917 год в Москве — Салтыковский переулок, дом № 8).

## Графика
Сотрудничал с журналами, в том числе с «Жупелом». В издательстве «Шиповник» для открытки использовался его сатирический журнальный рисунок, другой его рисунок — «Садко» — вышел на открытке «Общины Святой Евгении».

## Театральные работы
Наиболее органичным способом самовыражения стало для него искусство театра. Дебютировал как сценограф, оформив спектакль «Свадьба Зобеиды» по Г.фон Гофмансталю (1907, театр В. Ф. Комиссаржевской, режиссёр В. Э. Мейерхольд).
1909 — работал для «Русского балета» С. П. Дягилева, исполняя декорации по эскизам Л. С. Бакста и других мастеров.
Борис Анисфельд оформлял гастрольные спектакли Анны Павловой «Прелюды» (на музыку Ф. Листа, 1912 год), «Семь дочерей Горного Короля» А.А.Спендиарова (1912-1913 гг.). 
В феврале-марте 1914 года  Анисфельд находится в Лондоне, где создает декорации для постановок В. Нижинского «Послеполуденный отдых фавна», «Сильфиды» и «Призрак розы» в театре «Палас».  
Самостоятельно оформил балеты:
- «Подводное царство» на музыку Н. А. Римского-Корсакова (1911, постановка М. М. Фокина, труппа Русский балет Дягилева),
- «Исламей» М. А. Балакирева (1912, Мариинский театр, балетмейстер М. М. Фокин),
- «Прелюды» Ф. Листа и «Семь дочерей Горного Короля» А. А. Спендиарова, балетмейстер М. М. Фокин (1912—1913, антреприза Анны Павловой в Берлине),
- «Египетские ночи» А. С. Аренского (1913—1914, антреприза М. М. Фокина в Берлине и Стокгольме),
- «Видение розы» на музыку К. М. Вебера
- «Сильфиды» на музыку Ф. Шопена (1914, антреприза В. Ф. Нижинского в Лондоне) и ряд других.

## США
В 1917 году Борис Анисфельд получил приглашение Бруклинского музея Нью-Йорка с предложением устроить выставку, и осенью 1917 года, незадолго до октябрьских событий, получив разрешение комиссариата Академии художеств, семейство Анисфельдов выехало через Сибирь и Дальний Восток в Японию, и с 1918 года обосновался в Нью-Йорке. Выставка (первая персональная выставка художника) действительно состоялась в Бруклинском музее благодаря известному американскому критику Кристиану Бринтону, большому поклоннику русского искусства и творчества Анисфельда в том числе.
Плодотворно сотрудничал с театром «Метрополитен Опера», а с 1921 — и с Чикагской оперой, оформляет множество спектаклей, балетов, опер и проч. Но мир меняется, и «алхимику цвета» уже невозможно подстраиваться под модный «конструктивизм» — и в 1928 году «Метрополитен-опера» отвергает его декорации к балету «Турандот». «Роман с театром» закончен навсегда, и художник, в 1928 году, переехав в Чикаго, вплоть до 1957 года преподавал в местном Художественном институте. Активно работал и как станковист, создавая полотна в духе декоративно-лирического экспрессионизма, в 1940—[1950-е годы исполнил цикл картин на евангельские темы.
В 1933 году после самоубийства жены он переехал в штат Колорадо, где создал «Школу живописи Анисфельда». Его дочь — Мара Чатфилд-Тэйлор купила летний дом в Сентрал-Сити, где он в течение многих лет вплоть до 1965 проводил с учениками Летние школы живописи на пленэре. Зимние месяцы Борис Анисфельд проводил в Чикаго. Он регулярно выставлялся в крупнейших выставочных залах США. Последние крупные выставки: «Театральный дизайн Анисфельда» в Нью-Йорке в 1968 году и в Вашингтоне в 1971 году.
Умер Б. Анисфельд в Уотерфорде (штат Коннектикут) 4 декабря 1973 года.
После смерти художника его дочь передала большую часть работ отца в дар Публичной библиотеке Нью-Йорка. Работы Анисфельда хранятся в Третьяковской галерее, Русском музее, Центральном театральном музее имени Бахрушина, музее Большого театра, в картинной галерее Перми, в частных коллекциях по всему миру.

## Галерея

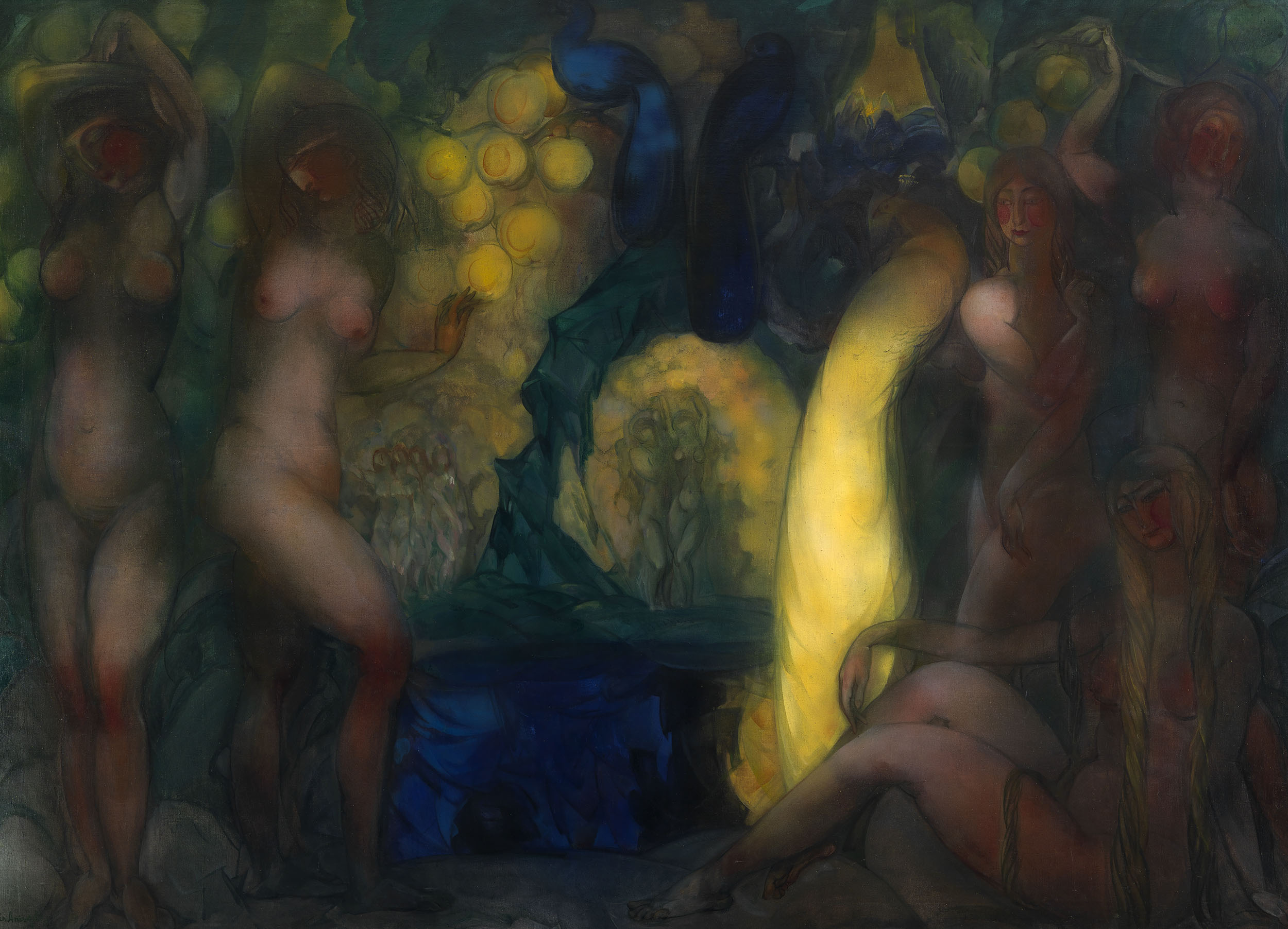
Сад Гесперид. Между 1914 и 1916.
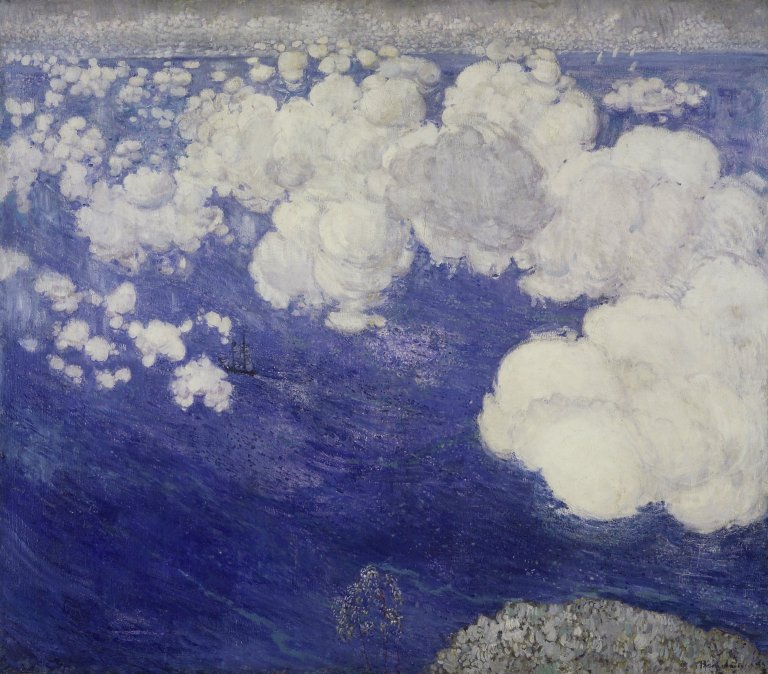
Облака над Чёрным морем, Крым. Около 1906, Бруклинский музей, Нью-Йорк.
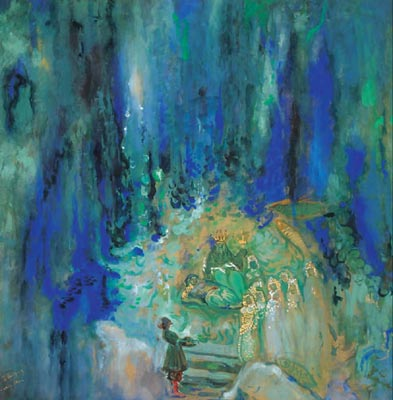
Эскиз декорации к балету «Подводное царство» Сергея Дягилева.
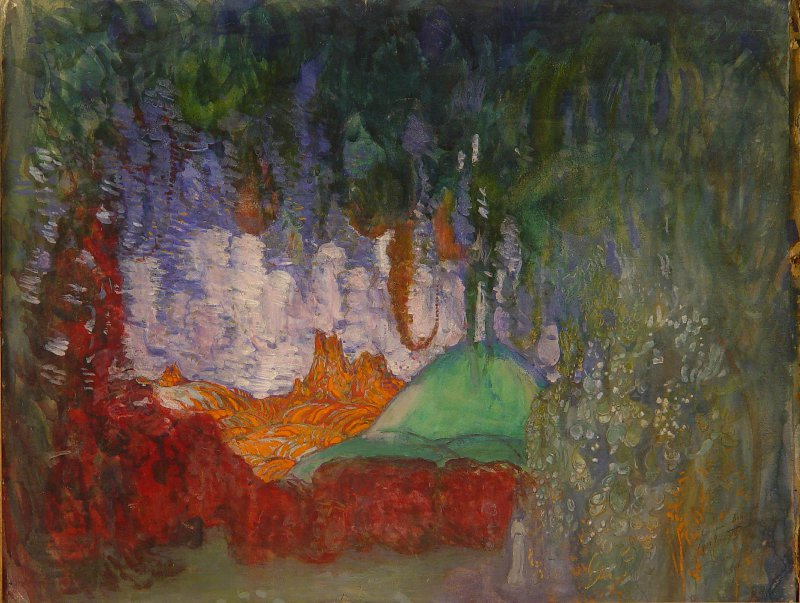
Белый веер. 1906, Государственный музей изобразительных искусств Республики Татарстан
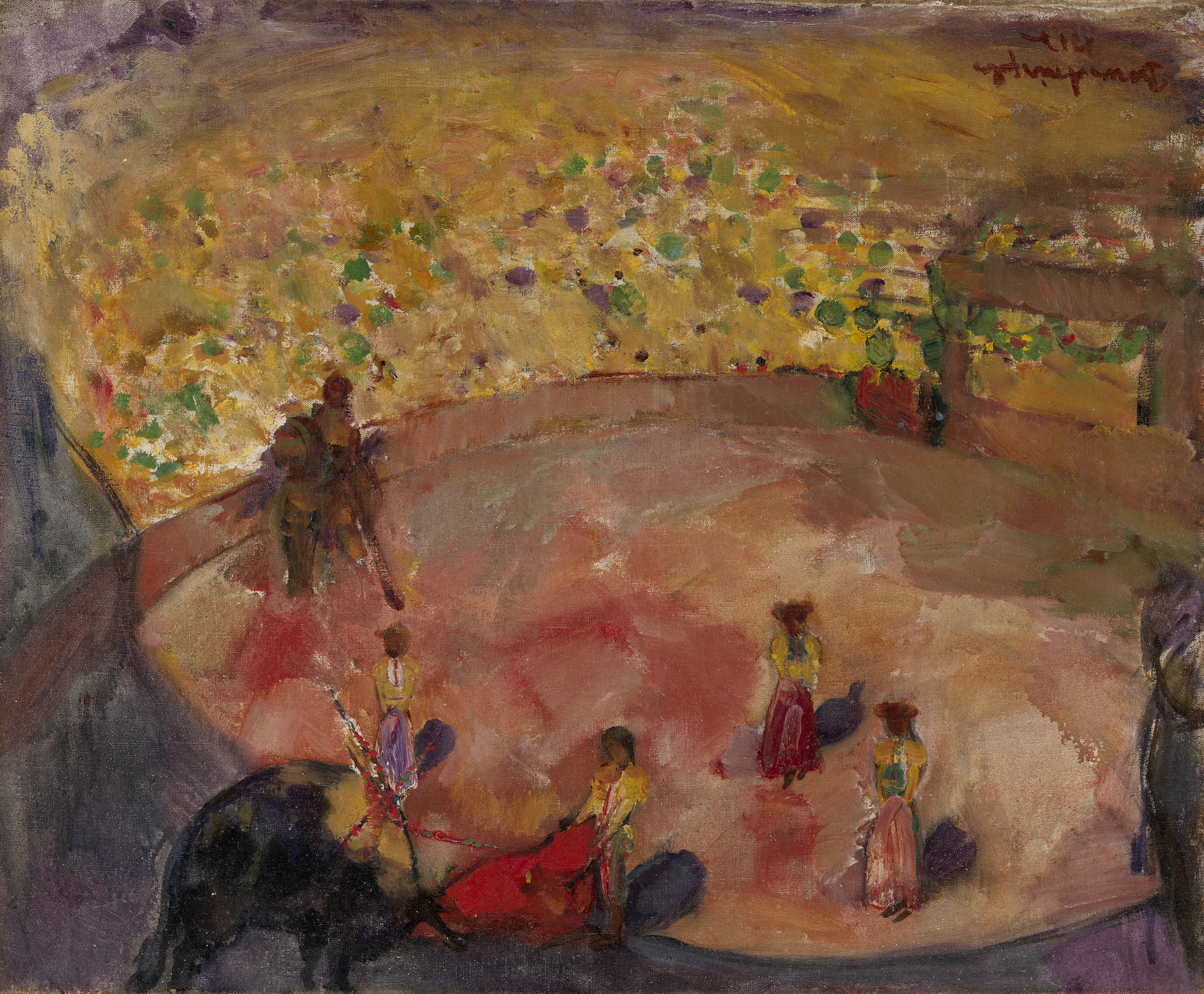
Коррида в Сан-Себастьяне, 1912.
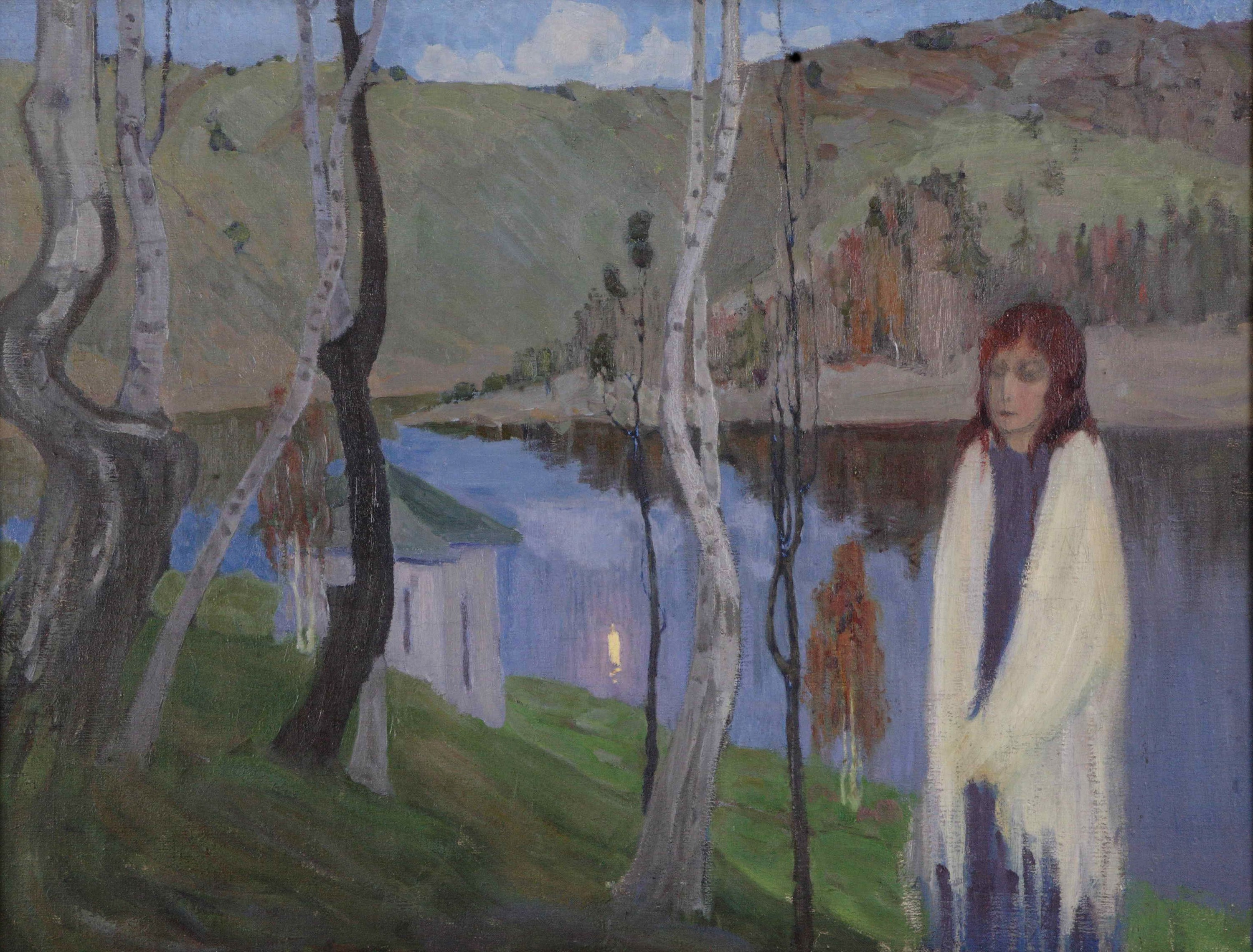
Летний вечер. Меланхолия. Между 1910 и 1911, Пермская государственная художественная галерея.
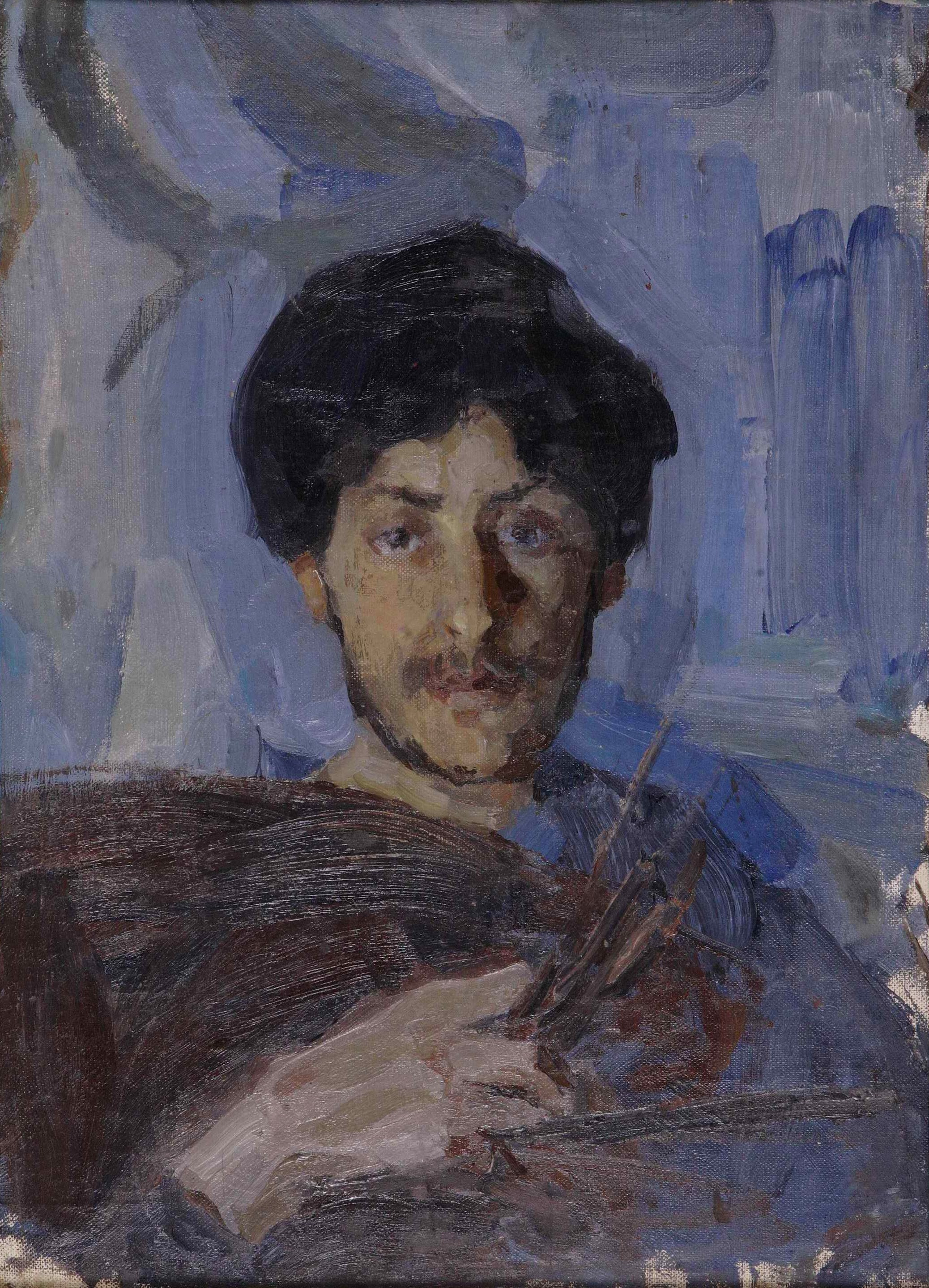
Автопортрет. 1910, Пермская государственная художественная галерея.
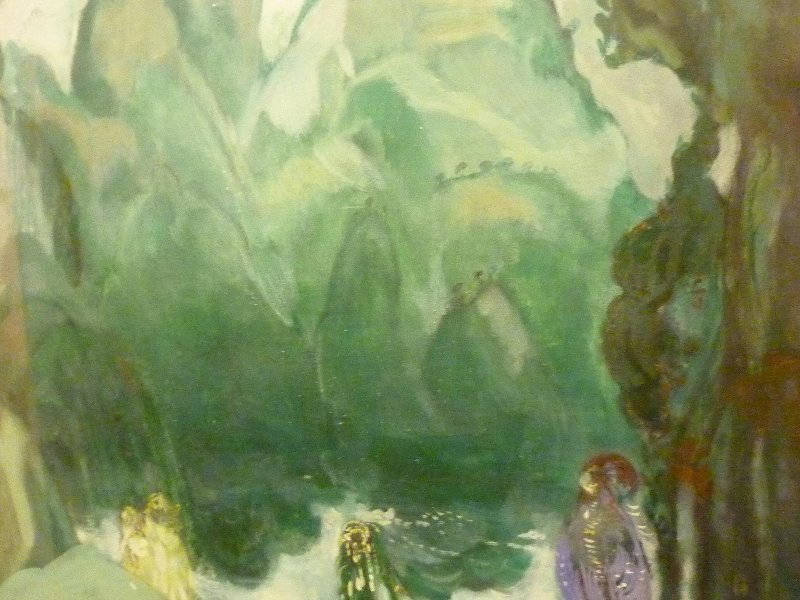
Магическое озеро. 1914, Русский музей.
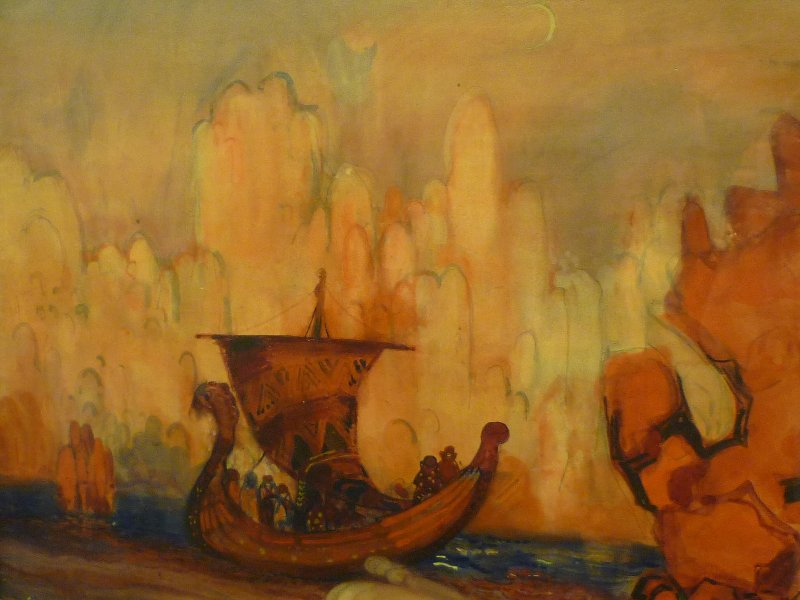
Плывущий корабль .1914, Русский музей.
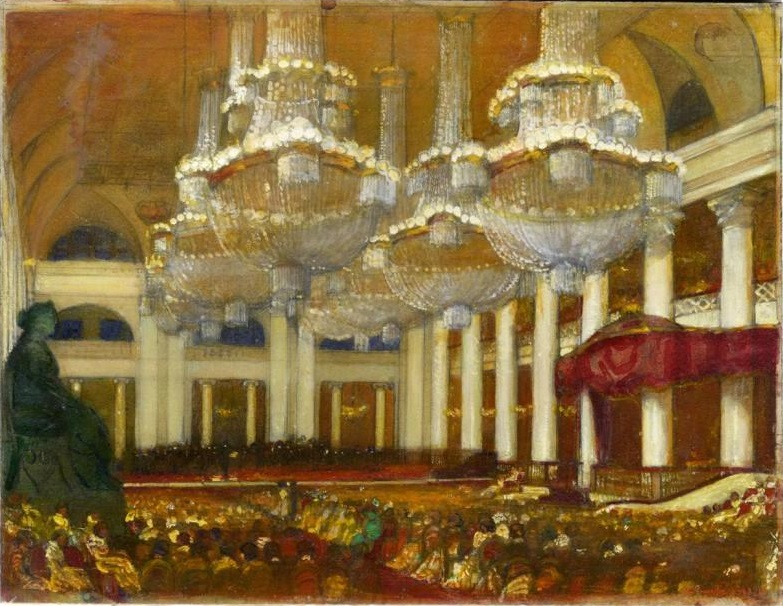
Зал Санкт-Петербургского дворянского собрания. 1916.
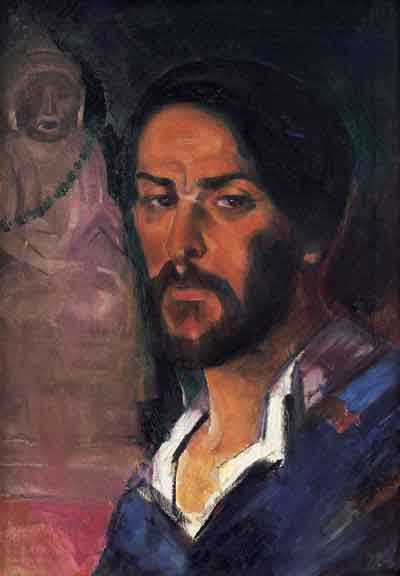
Автопортрет, 1910-е годы. Частная коллекция, США.
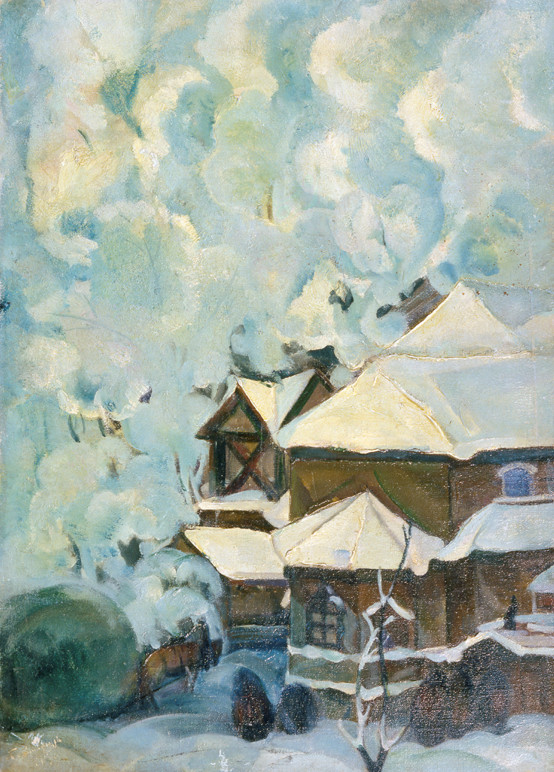
Зминий пейзаж, 1914, Архангельский музей изобразительных искусств.